# The Victim (film, 1999)
Pour les articles homonymes, voir The Victim.
Pour plus de détails, voir Fiche technique et Distribution.
The Victim (目露凶光, Mù lù xiōng guāng) est un film hongkongais réalisé par Ringo Lam, sorti en 1999.

## Synopsis
Enlevé et retrouvé dans une demeure supposée hantée, l'informaticien Manson Ma est interrogé par l'inspecteur Pit dans les locaux de la police de Hong Kong. Très vite, la femme de Manson confie que son époux, la veille de son enlèvement, semblait avoir un comportement anormalement agressif.

## Fiche technique
- Titre : The Victim
- Titre original : 目露凶光, Mù lù xiōng guāng
- Réalisation : Ringo Lam
- Scénario : Ringo Lam et Joe Ma
- Pays de production : Hong Kong
- Format : Couleurs - 1,85:1 - Dolby - 35 mm
- Genre : Thriller
- Durée : 90 minutes
- Date de sortie : 1999

## Distribution
- Lau Ching-wan  : Manson Ma
- Tony Leung Ka-fai : Pit
- Amy Kwok : Amy Fu
- Emily Kwan : Po
- Collin Chou : Shing
- Chung King-fai : Chairman Lee
- Hui Shiu-hung : Yee
- Suki Kwan : Grace